# Aluminium
Aluminium é o único álbum do projeto musical de mesmo nome, que faz regravações orquestrais de músicas da banda The White Stripes. Os membros são Richard Russell e Joby Talbot. "Aluminium" é o nome de uma das faixas do disco dos The White Stripes White Blood Cells. O álbum foi lançado em vinil, com 999 cópias produzidas, cada uma contendo seções de 10 polegadas quadradas de uma impressão em silicone de Rob Jones.
O álbum foi concebido por Richard Russell e Joby Talbot. Após trabalhar algumas faixas, incluindo "Aluminium" e "I'm Bound to Pack it Up", eles o apresentaram para os The White Stripes em Cincinnati.
Devido à obsessão de Jack pelo número 3, apenas 3,3 mil cópias da versão em CD foram lançadas, além de 999 discos em vinil. Além disso, o álbum está disponível para download.

## Lista de faixas
| N.º | Título                                                                         | Do álbum                       | Duração |  |
| 1.  | "Aluminium" (Alumínio)                                                         | White Blood Cells              | 2:11    |  |
| 2.  | "I'm Bound to Pack It Up" (Estou Propenso a Calar a Boca)                      | De Stijl                       | 4:13    |  |
| 3.  | "Why Cant You Be Nicer to Me?" (Por Que Você Não Pode Ser Mais Legal Comigo?)  | De Stijl                       | 2:54    |  |
| 4.  | "Astro"                                                                        | The White Stripes              | 2:59    |  |
| 5.  | "Never Far Away" (Nunca Longe)                                                 | Trilha sonora de Cold Mountain | 4:27    |  |
| 6.  | "Little Bird" (Passarinho)                                                     | De Stijl                       | 3:11    |  |
| 7.  | "Let's Build a Home" (Vamos Construir um Lar)                                  | De Stijl                       | 2:46    |  |
| 8.  | "Who's a Big Baby?" (Quem É um Bebezão?)                                       | "Blue Orchid"                  | 3:25    |  |
| 9.  | ""The Hardest Button to Button"" (O Botão Mais Difícil de Abotoar)             | Elephant                       | 3:45    |  |
| 10. | ""Forever For Her (Is Over For Me)"" (Para Sempre para Ela (Acabou para Mim)") | Get Behind Me Satan            | 4:27    |  |